# Mario Hoyer
Mario Hoyer   (Ronneburg, 26 de juliol de 1965) és un corredor de bobsleigh alemany, ja retirat, que va competir sota bandera de la República Democràtica Alemanya durant les dècades de 1980 i 1990.
El 1988 va prendre part en els Jocs Olímpics d'Hivern de Calgary on, formant parella amb Bernhard Lehmann, va guanyar la medalla de bronze en la prova de bobs a 2 del programa de bobsleigh.